# Українці Бурятії
Українці Бурятії – національна меншина, четверта за чисельністю етнічна група у Республіці Бурятія (Росія).

## Історія виникнення
Українці появились в Бурятії у 1886 або 1897 році, коли кілька родин з села Орлівка Ямпільської волості Глухівського повіту Чернігівської губернії переїхали до Бурятії. В околицях села Суха вони заснували нове поселення під назвою Заріччя.
Пізніше до Заріччя приїхали ще українці.
Це заклало основу української діаспори в Бурятії.

За переписом 1897 року на території Баргузинського, Селенгинського, Троїцесавського та Верхньоудинського повітів Забайкальської області (що зараз переважно становлять Бурятію) проживало 402 українці. Здебільшого це були селяни Верхньоудинського та Селенгинського повітів. У Троїцесавському повіті 13 з 15 зафіксованих переписом українців проживало у місті. Ще 27 українців проживало у Верхньоудинську

## Відомі українці Бурятії
- Тищенко Андрій Іванович - — військовик, стрілець, солдат резерву Батальйону імені Кульчицького, учасник російсько-української війни.

## Чисельність українців в Бурятії за радянськими та російськими переписами населення
|          | 1959 ос. | %        | 1989 ос. | %        | 2002 ос. | % от всього |        | 2010 ос. | % от всього |        |
| -------- | -------- | -------- | -------- | -------- | -------- | ----------- | ------ | -------- | ----------- | ------ |
| всього   | 673326   | 100,00 % | 1038252  | 100,00 % | 981238   | 100,00 %    |        | 972021   | 100,00 %    |        |
| Українці | 10183    | 1,51 %   | 22868    | 2,20 %   | 9585     | 0,98 %      | 0,98 % | 5654     | 0,58 %      | 0,59 % |